# Bergumsgården
Bergumsgården är en bygdegård belägen i centrala Olofstorp i Bergums socken, Göteborgs kommun. Huset rymmer ideell verksamhet, så som teater och dans, pub och basarer. Gården har använts som samlingslokal i över 100 år av bygdens invånare. Den äldre generationen kallar den för Blåbandslokalen. 1901 bildades en avdelning av Blåbandföreningen som tog namnet Orion. Orion bedrev en omfattande och varierad verksamhet. Föreningen behövde en större lokal till sin verksamhet och 1905 bildades en byggnadsförening. Var lokalen skulle byggas var en stridsfråga under många år. År 1903 röstade majoriteten för att huset skulle byggas i Olofstorp. Huset var en äldre byggnad från Långared som monterades ner och fraktades till Olofstorp. Bygdens så värdefulla hus invigdes 1905 och fick namnet Orionsberg. 1918 hyrde Televerket in Olofstorps telefonstation i huset och där stannade den i drygt 15 år. 1959 tog Bergums Bygdegårdsförening över användandet av huset, gården renoverades och omdisponerades. Den färdiga produkten blev Bergumsgården som sedan dess ha använts av föreningslivet på ett utomordentligt sätt.